# Ficinia bulbosa
Ficinia bulbosa là loài thực vật có hoa trong họ Cói. Loài này được (L.) Nees mô tả khoa học đầu tiên năm 1833.